# Syntomacris viridipes
Syntomacris viridipes är en insektsart som beskrevs av Marius Descamps och Christiane Amédégnato 1971. Syntomacris viridipes ingår i släktet Syntomacris och familjen gräshoppor. Inga underarter finns listade i Catalogue of Life.